# Desmognathus ocoee
Desmognathus ocoee é uma espécie de salamandra da família Plethodontidae.
É endémica dos Estados Unidos da América.
Os seus habitats naturais são: florestas temperadas, rios, rios intermitentes, nascentes de água doce e áreas rochosas.